# Manuel Lanzarote
Manuel Lanzarote Bruno, född 20 januari 1984 är en spansk fotbollsspelare som sedan 2013 spelar för RCD Espanyol i La Liga. Han har tidigare spelat för klubbar som UE Lleida, Real Oviedo, UE Sant Andreu, CD Atlético Baleares, SD Eibar och CE Sabadell.